# Akera Kankō
Akera Kankō est un nom japonais traditionnel ; le nom de famille (ou le nom d'école), Akera, précède donc le prénom (ou le nom d'artiste).
Akera Kankō (朱楽 管江), (12 décembre 1740, 17 janvier 1800), nom véritable : Yamazaki Gōnosuke (山崎 郷助) est un poète japonais.
Akera est avec Ōta Nampo, (Yomo no Akara) et Karagoromo Kisshū, l'un des trois maîtres du kyōka (kyōka sandaika) durant l'ère Tenmei (1781–1789),. Le kyoka est une forme de poésie humoristique qui tire son effet de l'incongruité de la question traitée avec la langue utilisée.
Certains de ses poèmes se trouvent dans le Tsutaya Jūzaburō, paru vraisemblablement en 1789.

## Source de la traduction
- (de) Cet article est partiellement ou en totalité issu de l’article de Wikipédia en allemand intitulé « Akera Kankō » (voir la liste des auteurs).

- Notices d'autorité :   - VIAF
  - ISNI
  - LCCN
  - Japon
  - CiNii
  - WorldCat